# Busseola quadrata
Busseola quadrata là một loài bướm đêm trong họ Noctuidae.